# Спілка визволення України (1952)
Спілка визволення України (СВУ) — суспільно-політична еміграційна організація, заснована 1952 року в Федеративній республіці Німеччина; з 1959 року із центром у Нью-Йорку та відділами по інших країнах.
Організатори СВУ, у більшості діячі з нової наддніпрянської еміграції, вважали себе ідейними послідовниками Спілки Визволення України 1920-х років в УСРР. Спершу СВУ користувалася підтримкою Закордонних Частин ОУН, але незабаром її організатори розійшлися з ОУН, зберігаючи націоналістичну програму право-консервативного напряму. 1958 року до СВУ приєдналася Українська Національна Ґвардія, очолювана Тарасом Бульбою-Боровцем.
У СВУ є триступнева будова:
- Головна Управа і Президія Світової Ради;
- крайові управи (у 17 країнах);
- осередки СВУ.

У 1950-х роках головою СВУ був В. Плющ, а з перенесенням центру до Нью-Йорку головою президії Світової Ради став О. Калиник, з 1964 — В. Коваль; головну управу очолювали Т. Бульба-Боровець, Д. Ярко, І. Марченко. На почесного голову обрано сестру засновника Спілки української молоді (СУМ) — Наталію Павлушкову.
СВУ співпрацює з антикомуністичною організцією «Американці за визволення поневолених націй», бере участь у її з'їздах і маніфестаціях, також працює в системі УККА, КУК і СКВУ.
Орган СВУ — неперіодичний журнал «Місія України».